# Bruno Armirail
Bruno Armirail (Bagnères-de-Bigorre, 11 de abril de 1994) es un ciclista profesional francés que desde 2024 corre para el equipo Decathlon AG2R La Mondiale Team.

## Palmarés
2020
- 3.º en el Campeonato de Francia Contrarreloj

2021
- 2.º en el Campeonato de Francia Contrarreloj

2022
- Campeonato de Francia Contrarreloj

2023
- 2.º en el Campeonato de Francia Contrarreloj
- 1 etapa del Tour Poitou-Charentes en Nueva Aquitania

2024
- Campeonato de Francia Contrarreloj

2025
- Campeonato de Francia Contrarreloj

## Resultados en Grandes Vueltas y Campeonatos del Mundo
| Carrera              | Carrera              | 2018 | 2019 | 2020 | 2021 | 2022 | 2023 | 2024 | 2025 |
| -------------------- | -------------------- | ---- | ---- | ---- | ---- | ---- | ---- | ---- | ---- |
|                      | Giro de Italia       | —    | —    | —    | —    | —    | 16.º | —    | —    |
|                      | Tour de Francia      | —    | —    | —    | 83.º | —    | —    | 33.º | 50.º |
|                      | Vuelta a España      | —    | 91.º | 28.º | —    | Ab.  | —    | 69.º | —    |
| Mundial en Ruta      | Mundial en Ruta      | —    | —    | —    | —    | Ab.  | —    | —    | —    |
| Mundial Contrarreloj | Mundial Contrarreloj | —    | —    | —    | —    | 10.º | 20.º | 11.º | —    |

—: no participa

Ab.: abandono

## Equipos
- Armée de terre (2015-2016)
- FDJ stagiaire (08.2017-12.2017)
- FDJ[1] (2018-2023)
  - FDJ (2018)
  - Groupama-FDJ (2018-2023)
- Decathlon AG2R La Mondiale Team (2024-)